# Przebojowe porwanie
Przebojowe porwanie (ang. Taking Five) – amerykańska komedia z 2007 roku. W Polsce miała premierę w TVP1 21 czerwca 2008. 

## Opis fabuły
Opowieść o współczesnej młodzieży z jednej z amerykańskich szkół średnich. Nastoletni bohaterowie mają swoich muzycznych idoli, przeżywają najróżniejsze problemy związane z trudnym wiekiem dojrzewania, a także rywalizują często ze sobą o dominację w grupie. Główny wątek opowieści koncentruje się wokół niezwykłych perypetii dwóch nastolatek – Devon Thompson i Gabby Kramer – które wskutek niefortunnego zbiegu okoliczności stają się obiektem złośliwych plotek i szykan ze strony szkolnych kolegów i koleżanek. Aby odzyskać popularność wśród szkolnych kolegów, dziewczyny postanawiają porwać członków uwielbianego przez wszystkich uczniów zespołu muzycznego 5 Leo Rise i szantażem zmusić ich do występu w szkole.

## Obsada
- Alona Tal jako Devon
- Daniella Monet jako Gabby Kramer
- Christy Carlson Romano jako Danielle
- Barth Johnson jako Mark Thompson
- Marcus T.Paulk jako Lincoln
- Eric Dill jako Ritchie
- Joey Zehr jako Mason
- Ben Romans jako Scooter
- Ethan Mentzer jako K.K.
- Jimmy Chunga jako Special Agent George Sledge
- Michael Buster jako Hollace
- Jake Koeppl jako Pete